# Cayaponia sessiliflora
Cayaponia sessiliflora är en gurkväxtart som beskrevs av R.P. Wunderlin. Cayaponia sessiliflora ingår i släktet Cayaponia och familjen gurkväxter. Inga underarter finns listade i Catalogue of Life.